# فرانسوا دي توت
البارون دي توت (بالفرنسية: François de Tott)‏ ارستقراطي وعسكري فرنسي من أصل مجري ولد عام 1733 وتوفي عام 1797.
انتقل إلى إسطنبول في عام 1755 لتعلم اللغة الفرنسية ثم عمل مدة عشرة سنوات مبعوثا خاصا للسفارة الفرنسية في تركيا. وعمل مفتشا لكثير من الموسسات التجارية الفرنسية المنتشرة في جميع انحاء الشرق
وكان له الكثير من الرحلات في الولايات العثمانية اثناء هذا العمل مثل مصر وبلاد الشام وقد ساعدت هذة التقارير على قيامه بالحملة الفرنسية على مصر
ثم عاد إلى أسطنبول بعد نهاية الحرب التركية الروسية عام 1774 حيث عينه السلطان مصطفى الثالث مستشار للإصلاحات العسكرية وقد كلف بانشاء فرقة مدفعية سريعة الطلقات تضم 250 جنديا وضابطا وقد ساعدته السفارة الفرنسية في إسطنبول بالمال وبضع المدافع الخفيفة ثم قام بتدريب هذه الفرقة على الاساليب الحديثة. وتوفي عام1797.

## روابط خارجية
- فرانسوا دي توت على موقع الموسوعة البريطانية (الإنجليزية)